# Leszek Gaj
Leszek Władysław Gaj (ur. 4 kwietnia 1933 w Smoczce lub Wojsławiu, zm. 12 maja 2019 w Babulach) – polski piłkarz występujący na pozycji lewego obrońcy, związany głównie ze Stalą Mielec.

## Przebieg kariery
Gaj urodził się w jednej z podmieleckich wsi, włączonych w późniejszym czasie do miasta. Piłkarską karierę rozpoczął w 1946 w LZS Smoczka. Jako nastolatek został w 1948 sprowadzony do mieleckiej Stali, w której do 1952 występował w zespole juniorskim. W pierwszej drużynie zadebiutował w 1950, wobec trudności ze skompletowaniem składu zespołu, w spotkaniu barażowym ze Stalą Stalowa Wola o wejście z klasy A do II ligi (mielczanom nie udało się awansować). Do pierwszej Stali przeszedł na stałe w 1953, lecz występował rzadko. W 1955, w okresie służby wojskowej został graczem Lotnika Warszawa, gdzie zaliczał regularne występy (początkowo w napadzie). Przed angażem w Lotniku grał w reprezentacji miejscowej jednostki wojskowej, gdzie został zauważony przez związanego z klubem trenera Tadeusza Świcarza.
W 1957 trener Stali Michał Matyas ściągnął Gaja z powrotem do Mielca. Zawodnik okazał się solidnym wzmocnieniem, lecz miejsce w podstawowym składzie wywalczył sobie dopiero po objęciu posady szkoleniowca przez Antoniego Brzeżańczyka w 1959. W rozgrywkach II ligi (1957–1960 i 1962–1963) Gaj rozegrał 59 spotkań i zdobył trzy bramki. W ekstraklasie z kolei przez dwa sezony (1961 i 1962) pojawił się na boisku 24 razy. Po raz ostatni w Stali zagrał 21 września 1963 w meczu z Zawiszą Bydgoszcz (0:1).
Na boisku słynął z waleczności i ambicji, cieszył się sympatią partnerów, mimo że nosił pseudonim „Szef”. Zdarzyło mu się rozgrywać mecze z ręką w gipsie. Z zawodu był technologiem. Zmarł w wieku 86 lat.

## Statystyki ligowe
| Klub        | Sezon   | Liga    | Liga  | Liga   |
| Klub        | Sezon   | Liga    | mecze | bramki |
| ----------- | ------- | ------- | ----- | ------ |
| Stal Mielec | 1961    | I liga  | 15    | 0      |
| Stal Mielec | 1962    | I liga  | 9     | 0      |
| Stal Mielec | Ogólnie | Ogólnie | 24    | 0      |

## Sukcesy
Stal Mielec
- II liga Mistrz i awans do ekstraklasy[b]: 1960